# 梅里鎮區 (內布拉斯加州瑟斯頓縣)
梅里鎮區（英語：Merry Township）是位於美國內布拉斯加州瑟斯頓縣的一個行政鎮區。

## 地方資料
梅里鎮區的面積為81.30平方千米，皆為陸地。根據2020年美國人口普查的數據，當地共有人口68人，而人口密度為每平方千米0.84人。